# Coniopteryx (Xeroconiopteryx) balkhashica
Coniopteryx (Xeroconiopteryx) balkhashica is een insect uit de familie van de dwerggaasvliegen (Coniopterygidae), die tot de orde netvleugeligen (Neuroptera) behoort. 
Coniopteryx (Xeroconiopteryx) balkhashica is voor het eerst wetenschappelijk beschreven door Zakharenko in 1988.